# كامل كرايغر
كامل كرايغر (بالبولندية: Kamil Krieger)‏ هو لاعب كرة يد بولندي، ولد في 2 أبريل 1987 في Kartuzy ‏ في بولندا. لعب مع فيف تارغي كيلسي.

## وصلات خارجية
- كامل كرايغر على موقع الاتحاد الأوروبي لكرة اليد (الإنجليزية)